# Et Cetera (film)
Et Cetera è un cortometraggio del 1966 diretto da Jan Švankmajer.

## Trama
Il corto si sviluppa intorno al tema della ripetitività e della ciclicità senza soluzione di continuità. Nel primo caso un omino disegnato si cimenta in tre diverse prove di volo, ogni volta con ali di dimensioni sempre diverse. Nel secondo scenario un altro omino disegna il perimetro di una casetta per trovare il modo di entrare ed uscire. Nell'ultima sequenza un omino ammaestra un cane, fino a quando i due corpi non si invertono, trasformandosi uno nell'altro; potrebbe essere un'allusione alla dialettica signore-servo hegeliana.